# Вилейка
Виле́йка (бел. Віле́йка) — город в Минской области Беларуси. Административный центр Вилейского района. Расположен в 103 км к северо-западу от Минска на реке Вилии. 
По состоянию на 1 января 2025 года численность населения составляет 26 375 человек. До 20 сентября 1944 года являлся административным центром Вилейской области.

## Геральдика
Герб утверждён решением Вилейского районного исполнительного комитета 12 апреля 2001 года (№ 40). Зарегистрирован в Гербовом матрикуле Республики Беларусь 13 апреля 2001 года № 57. 
Флаг учреждён Указом Президента Республики Беларусь от 18 ноября 2008 года № 625 и зарегистрирован в Государственном геральдическом регистре Республики Беларусь 1 декабря 2010 года № Б-177. Одобрен решением Вилейского районного Совета депутатов от 24 июня 2008 года № 69.

## Физико-географическая характеристика

### Географическое положение
Вилейка находится на северо-западе Минской области, примерно в 90 км по автомобильной дороге и 75 км по прямой линии от столицы Белоруссии — города Минска. Вилейка расположена на правом берегу реки Вилии. В 1974 году рядом с городом был построен самый большой искусственный водоем в республике – Вилейское водохранилище – площадью около 64 кв. км и объемом 238 млн. м³. Водоем протянулся в длину на 27 км. Его наибольшая ширина – 3,6 км, наибольшая глубина – 14 м.
Ближайший международный аэропорт — Национальный аэропорт Минск (MSQ) — расположен в 120 км от Вилейки по автомобильным дорогам.

### Климат
Климат в Вилейке умеренно континентальный, с чётко выраженными сезонами. Лето здесь комфортное, с периодической облачностью, а зима длинная, морозная, снежная и ветреная. Средняя температура зимой составляет около -8 °C, летом — до 23 °C. Температура может колебаться от -18 °C зимой до 29 °C летом, что происходит достаточно редко.
Осадки в Вилейке выпадают в течение всего года, однако более влажный сезон наблюдается с мая по июль, когда вероятность дождливого дня достигает 29 %. Наибольшее количество дождливых дней приходится на июнь — в среднем 10,6 дня с осадками. В сухой сезон, с конца июля до начала мая, наименьшее количество дождливых дней наблюдается в феврале, с средним показателем 6,1 дня.
Снежные осадки характерны для периода с конца октября до начала апреля. Самым снежным месяцем является декабрь, когда среднее количество снега составляет 148 мм. Снежный покров полностью исчезает к концу апреля.

### Топография
Город Вилейка расположен на высоте 156 метров над уровнем моря, что даёт ему относительно ровный рельеф. Местность в радиусе 3 километров от Вилейки имеет умеренные изменения высоты — от 141 до 192 метров, а в радиусе 16 километров — максимальные изменения достигают 92 метров. Окружающие территории включают лесные массивы, сельскохозяйственные угодья и искусственные поверхности.

### Продолжительность дня
Продолжительность светового дня в Вилейке значительно варьируется в течение года. Самый короткий день наблюдается 21 декабря, когда световой день длится всего 7 часов 16 минут, а самый длинный — 20 июня, когда световой день достигает 17 часов 15 минут.

## История

### Древняя история
Согласно историческим данным, Вилейка появилась около пяти столетий назад, однако археологические находки свидетельствуют о том, что люди основали постоянное поселение недалеко от сегодняшних границ Вилейки намного раньше этой даты. Первые люди на территории современного Вилейского района появились примерно в 9 тысячелетии до нашей эры. Недалеко от деревень Сосенка и Осташково найдены стоянки древних людей и кремнёвые орудия труда, по которым возраст найденных стоянок относят к 7-5 тысячелетию до нашей эры. Более поздние археологические памятники, относящиеся к эпохе неолита (4-2 тысячелетия до нашей эры), обнаружены возле деревень Камено, Кастыки, Куренец, Нарочь, Рабунь и некоторых других.
Наиболее старые из этих находок принадлежат племенам кундской культуры, обитавшим в северной части современной территории района примерно до 4 тысячелетия до нашей эры, после чего на их место пришли племена нарвской культуры. Однако уже в 3 тысячелетии до нашей эры их сменили племена культуры гребенчато-ямочной керамики. Позднее, в эпоху бронзы (3-2 тысячелетие до н. э. — VII в. до н. э.), эти земли населяли племена культуры шнуровой керамики, а в раннем железном веке — балтские племена культуры штриховой керамики. Археологических находок на территории Вилейского района, относящихся к бронзовому и железному векам, сделано очень много, в том числе и возле самой Вилейки.

### Средневековье
Примерно с середины 1 тысячелетия нашей эры наступила пора банцеровской культуры. Со времен кривичско-дреговичских славян сохранились многочисленные погребальные памятники: на территории Вилейского района насчитывается более 20 курганных могильников IX—XII вв. н. э.
В X—XIII вв. территория современной Вилейщины было пограничной территорией между балтскими племенами и Полоцким княжеством.

### В составе Великого княжества Литовского (XIV—XVII века)
С XIV по XVII в. — в составе ВКЛ. В этот период поселение носило название Старый Куренец и было частью Ошмянского повета Виленского воеводства. Принадлежало роду Куренецких.
По данным современных исследований, первое письменное упоминание Вилейки относится к 1460 годом. Однако ранее датой первого упоминания и, соответственно, основания города считался 1599 год. Благодаря этому Вилейка отмечает своё 400-летие и 550-летие с разницей всего в 11 лет.
В 1599 году становится центром староства Ошмянского повета ВКЛ.

### В составе Российской империи (с 1793 года)
После второго раздела Речи Посполитой в 1793 году Вилейка стала частью Российской империи. Был образован Вилейский уезд в составе Минской губернии, которая в 1795 году была преобразована в наместничество, а в 1796 году — вновь в губернию. На картах Вилейки конца XVIII века видно, что поселение располагалось вдоль реки Вилия на протяжении более километра и имело единственную улицу с небольшой площадью. Название реки Вилия, по одной из версий, имеет финно-угорское происхождение и означает «новая река».
3 мая 1795 года Вилейка стала уездным городом — центром Вилейского уезда Минской губернии. С 22 января 1796 года был утвержден первый герб города по указу императрицы Екатерины II. В верхней части герба находился герб Минска — двуглавый орел с изображением Девы Марии, внизу — река с судном, нагруженным двумя связанными тюками с золотым ржаным колосом.
В 1843 году Вилейский уезд был передан в Виленскую губернию, и в связи с этим 6 апреля 1845 года императором Николаем I был переутверждён герб города: в верхней части изображался герб города Вильно с вооружённым всадником, а в нижней части сохранялся образ реки с плывущим судном и тюками ржаного колоса.
Основными занятиями жителей Вилейки были земледелие и речное судоходство. По реке Вилия и далее по Неману вывозили лес и сельскохозяйственные продукты в Европу. В городе ежегодно проводились торговые ярмарки, однако их объёмы начали снижаться к концу XIX века. В Илье с XVIII века работала одна из крупнейших в Беларуси стекольных мануфактур, а в XIX веке недалеко от Долгиново действовала суконная фабрика.
С начала XIX века, после большого пожара 1810 года и разрушений во время Отечественной войны 1812 года, в Вилейке началась масштабная реконструкция города. К концу XIX столетия многие здания были полностью перестроены. Первое известное фото Вилейки датируется 1874—1884 годами.

В «Военно-статистическом обозрении Российской империи. Том IX. Часть 2. Виленская губерния» за 1848 год о Вилейке говорится следующее:
«Уездный город Вилейка отстоит от г. Вильно на 149 1/2 вер., лежит на реке Вилии, занимает пространство 102 десятин, имеет домов: каменных — 1, деревянных — 220, в том числе казённых — 5, общественных — 2, частных — 214. Число жителей — 2223 души. Город почти вовсе не имеет ни промышленности, ни торговли; в нём всего 3 мелочные лавки. Городская больница устроена на 40 кроватей».
К концу XIX века население города достигло более 3,5 тысяч человек, однако 59% жителей оставались неграмотными. По данным переписи 1897 года, родным языком населения были: белорусский — 1871 человек, еврейский — 1326, русский — 217, польский — 109.

### XX век
В начале XX века железнодорожное сообщение постепенно заменило водные грузоперевозки, что способствовало развитию транспортной инфраструктуры. Строительство железной дороги в Вилейке началось в 1904 году и было завершено в 1907 году, что значительно способствовало развитию транспортной сети и экономики региона.

#### Первая мировая война и межвоенный период
В сентябре 1915 г. Вилейка была оккупирована германской армией, однако вскоре освобождена русской армией в ходе тяжелого боя. В честь освобождения города в 1917 г. был назван новый полк русской армии — 748-й пехотный Вилейский, а в 2015 г. в городе открыт памятник в виде надвратной часовни, на стенах которой перечислены имена погибших офицеров и солдат.
8 ноября 1917 года в Вилейке установлена Советская власть. Продержалась она чуть более года — с декабря 1918 года Вилейка была оккупирована германскими войсками, в 1919 г. — польскими, с 1921 г. — отошла в состав Польши и оставалась провинциальным местечком на её окраине вплоть до 1939 года. После вхождения в состав СССР Западной Беларуси Вилейка получила статус центра Вилейской области, в котором просуществовала почти до конца второй мировой войны.

#### Вторая мировая война
В годы Великой Отечественной войны район находился под немецкой оккупацией (с 25 июня 1941 по 2 июля 1944). В конце июля 1941 года в город прибыла немецкая айнзацкоманда 9. При содействии подразделений зондеркоманды 7а было организовано массовое уничтожение еврейского населения, включая женщин и детей, с 30 июля по 31 июля 1941 года, уничтожив не менее 600 евреев. Захватчики за годы войны уничтожили более 15 тыс. мирных жителей района, в том числе полностью сожгли вместе с населением 5 деревень. Две деревни (Любча и Борки)[уточнить] так и не были восстановлены после войны.
C 4 декабря 1939 года по 20 сентября 1944 — центр Вилейской области БССР.

#### Советский период (1944—1991)
В сентябре 1944 года, спустя два месяца после освобождения района от немецкой оккупации, Вилейка стала районным центром Молодечненской области, а после её упразднения в 1960 году — Минской.
С 1964 года в 10 км западнее города располагается 43-й узел связи ВМФ России, обеспечивающий связь на сверхдлинных волнах Главного штаба ВМФ с атомными подводными лодками, несущими боевое дежурство в водах Атлантического, Индийского и частично Тихого океанов.

#### Современный период (с 1991 года)
1 декабря 1998 года Вилейский район и город Вилейка объединены в одну административно-территориальную единицу – Вилейский район с административным центром город Вилейка.

## Экономика

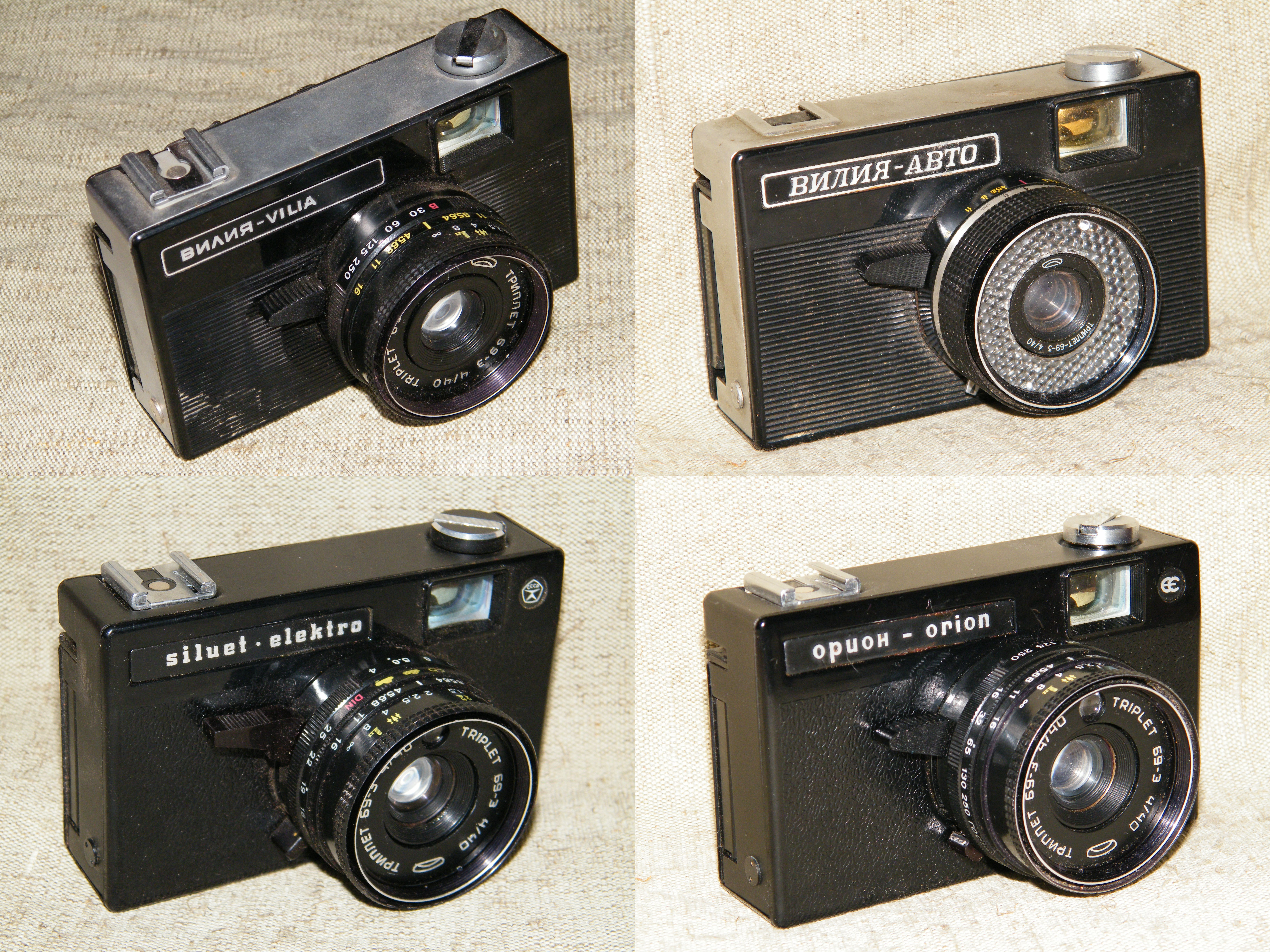
Фотоаппараты семейства «Вилия», производившиеся в 1970-е — 1980-е годы.

### Промышленность
В структуре экономики района наибольший удельный вес занимает промышленность, где занято более 2 тысяч человек. Промышленные предприятия города работают над повышением конкурентоспособности продукции, обновлением ассортимента и модернизацией производства.
Основные промышленные предприятия Вилейки:
- ОАО «Зенит-БелОМО»
  - Производство: оптические прицелы, бинокли, металлоконструкции, узлы и детали к автомобилям, запчасти к тракторам.
  - Численность работающих: 526 человек.
- ОАО «Стройдетали»
  - Производство: дверные и оконные блоки, садовые домики, древесные топливные брикеты.
  - Численность работающих: 482 человека.
- Филиал «Вилейская мебельная фабрика» ЗАО «Молодечномебель»
  - Производство: корпусная мебель, мебель для кухни и прихожей, столы, стулья, шкафы, диваны, кровати.
  - Численность работающих: 202 человека.
- ОАО «Вилейский ремонтный завод»
  - Производство: сельскохозяйственные машины, запчасти, металлоконструкции, фургоны.
  - Численность работающих: 83 человека.
- Филиал «Вилейский хлебозавод» ОАО «Борисовхлебпром»
  - Производство: хлеб и хлебобулочные изделия, кондитерские изделия, хлебный квас.
  - Численность работающих: 200 человек.
- ОАО «Вилейский комбикормовый завод»
  - Производство: комбикорма, кормовые смеси, живая рыба, мясо и субпродукты.
  - Численность работающих: 98 человек.
- ООО «Комдор»
  - Производство: машины и оборудование для строительства и содержания дорог, снегоочистители, металлоконструкции, помещения контейнерного типа.
- Вилейский филиал ОАО «Молодечненский молочный комбинат» (до 2009 года — Вилейский гормолзавод)
  - Производство: творог и творожные изделия, сыры, масло, сметанные продукты, йогурты с лактулозой, технический казеин[27].

### Инвестиции
В 2023 году в экономику Вилейского района было направлено 162,8 млн рублей инвестиций в основной капитал, что составило 138% от уровня 2022 года. Значительная часть этих средств была использована на приобретение машин, оборудования и транспортных средств (53 млн рублей, или 32,6% от общего объема инвестиций), а также на возведение объектов (52 млн рублей, или 32%) и реконструкцию и модернизацию (66,7 млн рублей, или 40,9%).
Объем строительно-монтажных работ (СМР) в 2023 году составил 83,3 млн рублей, что на 25,4% выше показателей 2022 года. Введено в эксплуатацию 142 индивидуальных жилых дома общей площадью 22 984 кв. метра, что составляет 112,1% от плана на 2023 год и 109,2% по сравнению с 2022 годом.

#### Планируемые проекты на 2024 год
- ОАО «Минский молочный завод № 1» — производство сыра Камамбер с белой плесенью на Вилейском производственном участке. Планируется создание 44 рабочих мест. Срок реализации: 2022–2024 годы.
- ОАО «Зенит-БелОМО»:
  - Организация производства инновационных изделий прицельной техники и автокомпонентов. Планируется создать 15 новых рабочих мест. Срок реализации: 2022–2025 годы.
  - Импортозамещающий проект по производству компонентов централизованных систем смазки большегрузных автомобилей. Планируется модернизировать 15 рабочих мест. Срок реализации: 2023–2025 годы.

#### Привлечение иностранных инвестиций
За 2023 год район привлек 7681,1 тыс. долларов США иностранных инвестиций, из которых 478,4 тыс. долларов составили прямые иностранные инвестиции на чистой основе.

## Общество

### Здравоохранение
Медицинскую помощь населению города оказывает Вилейская центральная районная больница (ЦРБ). Стационар ЦРБ рассчитан на 311 коек, в составе больницы функционируют 11 отделений, среди которых офтальмологическое, травматолого-ортопедическое и онкологическое (химиотерапевтическое) являются межрайонными. В ЦРБ оказываются услуги по терапии, кардиологии, хирургии, офтальмологии, травматологии и ортопедии, гинекологии, неврологии, онкологии, педиатрии и реанимации.

### Спорт
В городе функционирует обновленный стадион, включающий в себя стандартное футбольное поле с искусственным покрытием, освещенное мини-футбольное поле, воркаут-площадку, беговые дорожки и комплексные баскетбольные и волейбольные площадки. Трибуны стадиона рассчитаны на 730 мест. 
Также в городе работает Специализированная детско-юношеская школа олимпийского резерва (СДЮШОР), где проводятся тренировки по акробатике, прыжкам на батуте, баскетболу и плаванию. В школе проходят спортивную подготовку более 390 учеников, многие из которых достигают высоких результатов в спорте.

### Образование
В Вилейке работают две гимназии и пять средних школ. Кроме того, функционируют девять детских садов, включая дошкольные центры развития ребенка, предоставляющие образовательные услуги для дошкольников.
Также действует колледж, который обеспечивает профессиональное обучение по различным специальностям. Основные направления деятельности учреждения включают повышение качества образования, укрепление материально-технической базы и развитие инновационных систем. Колледж предлагает обучение по специальностям, таким как «Монтаж и эксплуатация электрооборудования» и «Автосервис». Учебный процесс строится на основе общего базового, общего среднего и профессионально-технического образования, с возможностью совмещения изучения общеобразовательных дисциплин и профессиональной подготовки.

## Население
Численность населения — 26 375 человек (на 1 января 2025 года).
| Численность населения: |
| График не отображается по техническим причинам. Чтобы исправить это, воспроизведите график в новом формате, если это возможно. |

| 1897  | 1931    | 1939    | 1959    | 1970     | 1979     | 1989     | 2006     | 2009     | 2018     | 2019     | 2023     | 2024 | 2025    |
| ----- | ------- | ------- | ------- | -------- | -------- | -------- | -------- | -------- | -------- | -------- | -------- | ---- | ------- |
| 3 600 | ▲ 5 848 | ▲ 7 500 | ▲ 8 200 | ▲ 12 200 | ▲ 20 747 | ▲ 28 077 | ▲ 28 103 | ▼ 26 836 | ▼ 26 760 | ▲ 27 296 | ▼ 26 811 |      | ▼26 375 |

| Национальный состав по переписи 2009 года | Национальный состав по переписи 2009 года | Национальный состав по переписи 2009 года | Национальный состав по переписи 2009 года | Национальный состав по переписи 2009 года | Национальный состав по переписи 2009 года | Национальный состав по переписи 2009 года | Национальный состав по переписи 2009 года | Национальный состав по переписи 2009 года | Национальный состав по переписи 2009 года | Национальный состав по переписи 2009 года |
| Всего (2009)                              | белорусы                                  | белорусы                                  | русские                                   | русские                                   | украинцы                                  | украинцы                                  | поляки                                    | поляки                                    | армяне                                    | армяне                                    |
| ----------------------------------------- | ----------------------------------------- | ----------------------------------------- | ----------------------------------------- | ----------------------------------------- | ----------------------------------------- | ----------------------------------------- | ----------------------------------------- | ----------------------------------------- | ----------------------------------------- | ----------------------------------------- |
| 26 836                                    | 24 695                                    | 92,02 %                                   | 1627                                      | 6,06 %                                    | 234                                       | 0,87 %                                    | 126                                       | 0,47 %                                    | 20                                        | 0,07 %                                    |
| 26 836                                    | азербайджанцы                             | азербайджанцы                             | греки                                     | греки                                     | литовцы                                   | литовцы                                   | евреи                                     | евреи                                     | немцы                                     | немцы                                     |
| 26 836                                    | 15                                        | 0,05 %                                    | 12                                        | 0,04 %                                    | 12                                        | 0,04 %                                    | 10                                        | 0,04 %                                    | 5                                         | 0,02 %                                    |

По переписи населения 1979 года, в Вилейке проживало 17 318 белорусов (84,8 %), 2378 русских (11,6 %), 392 украинца (1,9 %), 159 поляков (0,8 %), 76 евреев (0,4 %) и 94 представителя других национальностей.

## Транспорт
Вилейка имеет развитую транспортную инфраструктуру, включая железнодорожное сообщение по направлению Молодечно — Вилейка — Полоцк и автодорогу Минск — Вилейка — Нарочь.

### Железнодорожное сообщение
В городе действует железнодорожная станция Вилейка (код 163602), расположенная по адресу: ул. Привокзальная, 33. Станция осуществляет следующие коммерческие операции:
- Прием и выдача грузов, допускаемых к хранению на открытых площадках станций;
- Прием и выдача грузов на железнодорожных путях необщего пользования;
- Прием и выдача грузов, требующих хранения в крытых складах станций.

Станция оборудована грузовыми платформами:
- Высокая грузовая платформа вместимостью до 10 вагонов;
- Козловой кран грузоподъемностью 6 т с подкрановой площадкой вместимостью 6 вагонов;
- Высокая грузовая платформа вместимостью до 1 вагона;
- 10-й путь для погрузки и выгрузки грузов, вместимость до 8 вагонов[46].

### Автобусные транспортные связи
В Вилейке действует развитая сеть общественного транспорта, включающая как городские автобусные маршруты, так и пригородные и междугородние направления, которые обслуживаются ОАО «Миноблавтотранс».

#### Городские автобусные маршруты
На территории города Вилейка функционируют пять маршрутов городских автобусов:
1. Маршрут №1 — «Маковье - Веры Хоружей»
2. Маршрут №2 — «Ставки - Карвели»
3. Маршрут №3 — «Оранжерея - Волынца»
4. Маршрут №3а — «Оранжерея - Волынца»
5. Маршрут №3и — «Волынца - Оранжерея - Куренец»
6. Маршрут №4 — «Оранжерея - Водохранилище»
7. Маршрут №5 — «Маковье - Волынца»[47]

#### Пригородные автобусные маршруты
Пригородное сообщение города включает в себя следующие маршруты:
- Вилейка — Бубны
- Вилейка — Вороничи
- Вилейка — Добровичи
- Вилейка — Долгиново
- Вилейка — Заболотье
- Вилейка — Илья — Хотенчицы
- Вилейка — Ковали — Нарочь
- Вилейка — Кордон
- Вилейка — Кузьмичи (Будки, Талуть)
- Вилейка — Лыцевичи — Боровые
- Вилейка — Молодечно
- Вилейка — Молодечно ч/з Шиловичи
- Вилейка — Осиновка
- Вилейка — Осиповичи
- Вилейка — Рацевичи
- Вилейка — Русское село
- Вилейка — Селище

#### Междугородние автобусные маршруты
Вилейка также связана с Минском и другими крупными населенными пунктами междугородними автобусными маршрутами:
- Вилейка — Минск ч/з Ждановичи
- Вилейка — Минск ч/з Илью
- Вилейка — Минск ч/з Плещеницы[48]

### Автомобильные дороги
Через Вилейку проходят важные республиканские автомагистрали:
- Р63 — Борисов — Вилейка — Ошмяны;
- Р28 — Минск — Молодечно — Нарочь.

### Велодвижение
Вилейка по численности населения примерно в два раза меньше Слонима, и утилитарные поездки на велосипеде здесь заметно более распространены — их доля в общей совокупности трудовых передвижений на транспорте составляет 3 %.
Имеет велосипедный маршрут «А над Вилией рекой». Начинается в старинном городском парке Вилейки, проходит вдоль пойменных равнин Нижнего парка по велодорожке к мосту через реку и далее пролегает через дендропарк вдоль пологих берегов Вилии к урочищу Дубовка и Солдатскому озеру. Затем маршрут ведет по Луговому переулку на Вильянин хутор с островом по середине в обрамлении водяных лилий и канадских дубов, а далее через Центральную площадь Вилейки снова выводит в городской парк. Протяжённость маршрута от места старта до финиша — 5,3 километра. Автомобильный трафик — минимальный. Скорости автомобилей здесь также невысоки, практически нет опасных участков. Основная часть маршрута проходит по природным местам вдоль берегов Вилии, через луга и леса, где вовсе отсутствует движение автомобилей.

## Культура и туризм
- Вилейский краеведческий музей[50]

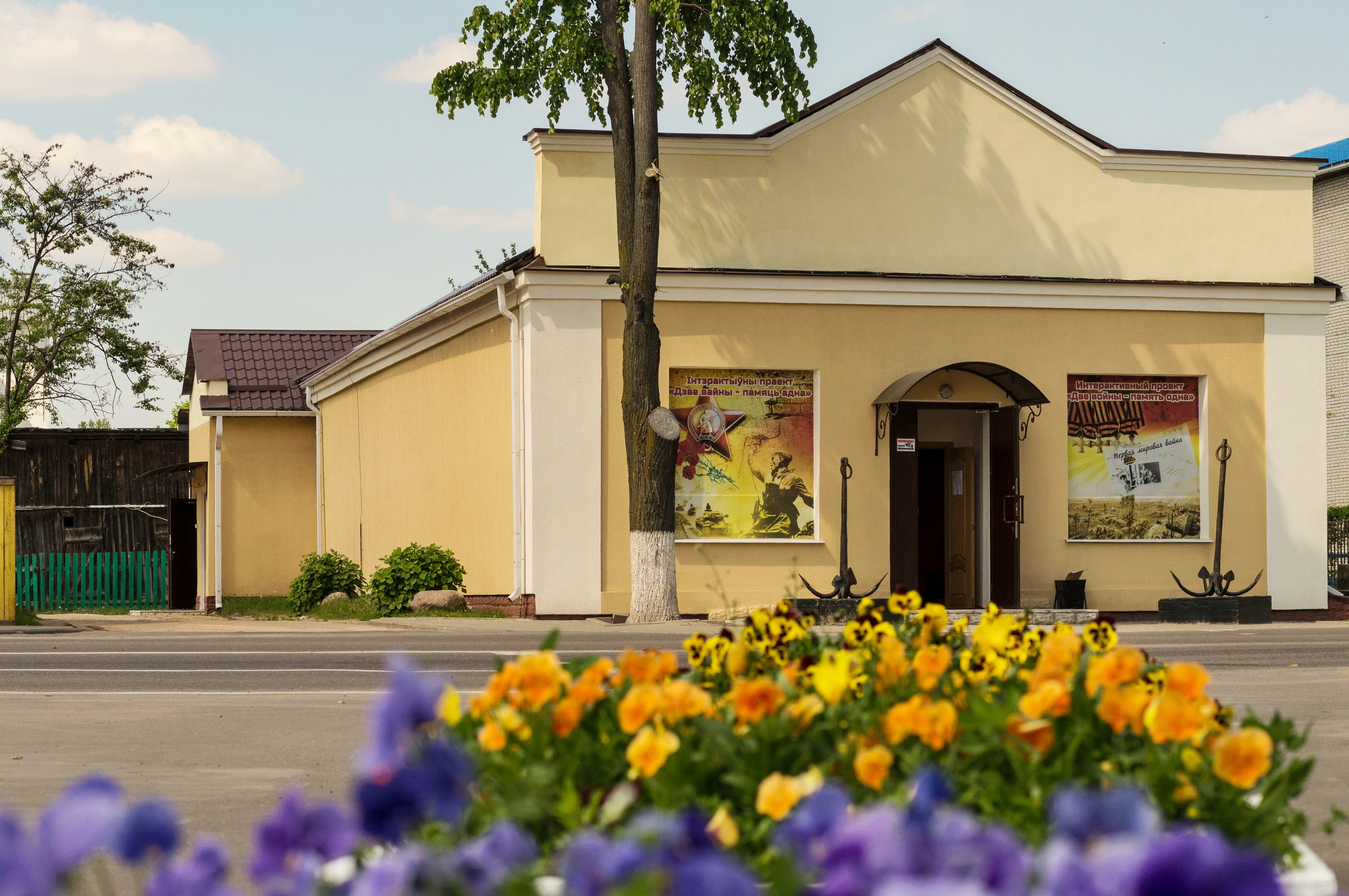
Вилейский краеведческий музей

  - Выставочный зал имени Никодима Силивановича
- Народный театр
- Народный ансамбль гитаристов «Аделита»

Недалеко от Вилейки находится усадьба Забродье, где действует единственный в Белоруссии музей Первой мировой войны, созданный краеведом Борисом Борисовичем Цитовичем и его семьёй. Также здесь расположен самый большой в стране музей ретро-техники и музей сельского быта столетней давности, а также экспозиция, посвящённая СССР.

### Туристские маршруты по окрестностям
Разработаны и действуют несколько туристских маршрутов по окрестностям Вилейки. Среди них выделяются водная экспедиция «Шляхам Тышкевіча» («Путём Тышкевича»), которая ежегодно проходит с 2007 года. Этот маршрут приурочен к 150-летию путешествия по Вилии известного краеведа графа Константина Тышкевича и проходит от истоков Вилии до слияния с Неманом. Первая экспедиция была организована при участии литовских и белорусских учёных, краеведов и туристов. Сегодня экспедиция носит популяризаторский и туристический характер и завершается на территории Беларуси.

В окрестностях Вилейки также действуют следующие туристические маршруты:
- Зеленые маршруты:

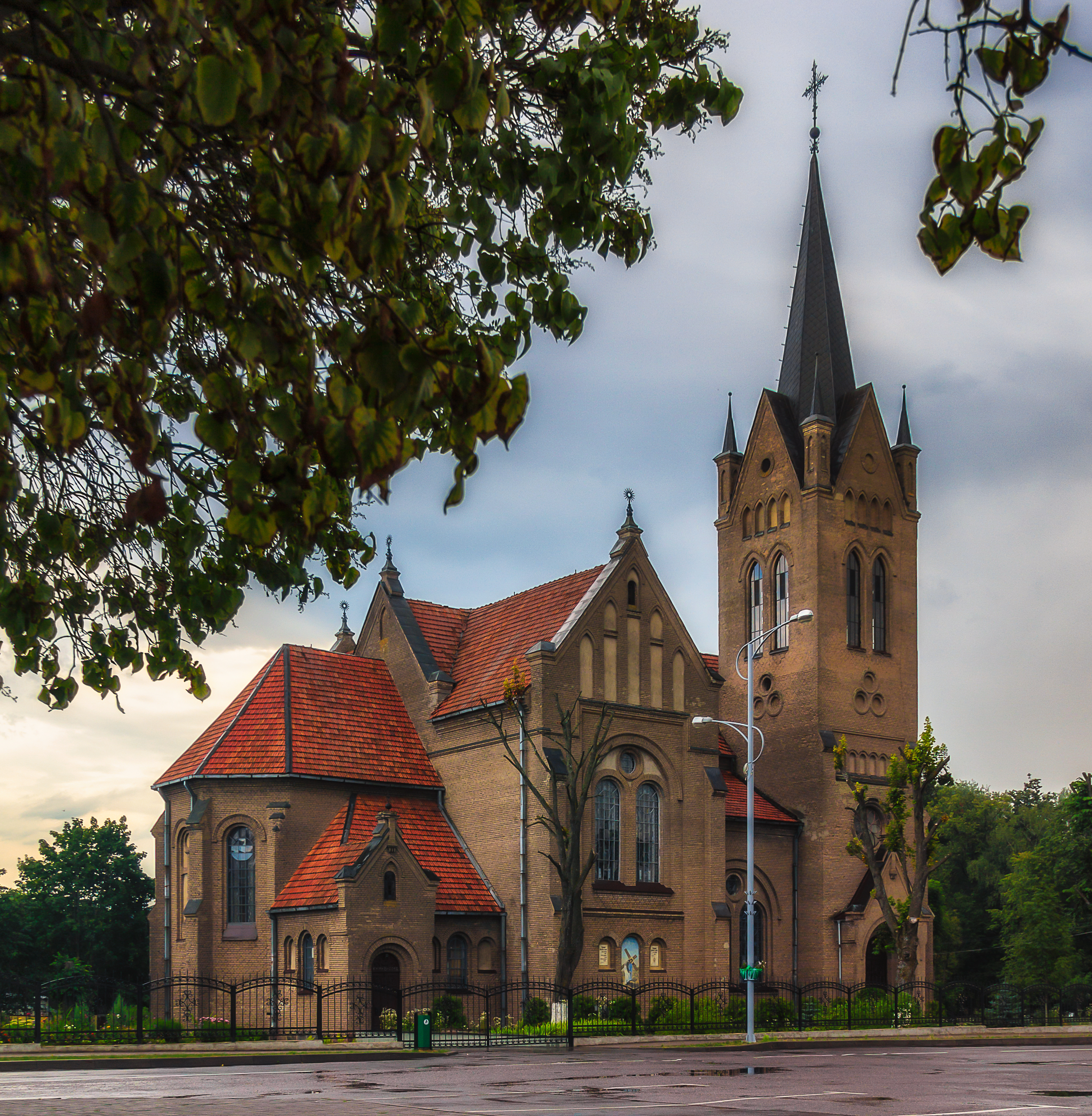
Церковь Воздвижения Святого Креста

  - «Блакітная стужка Вілейшчыны» — экологический маршрут, знакомящий с природными достопримечательностями региона.
  - «Зяленымi сцежкамi ад Iслачы да Вiлii» — межрегиональный маршрут, который охватывает Воложинский, Молодечненский и Вилейский районы.
- Велосипедные маршруты:
  - «Вилейка – Забродье – Вилейка» — протяжённостью 30 км, разработан отделом образования, спорта и туризма.
  - «Вилейка – город-изумруд» — маршрут по городу Вилейка длиной 11 км, разработан общественным объединением по содействию устойчивому развитию Вилейского региона «ЗОВиК».
- Водные маршруты:
  - Байдарочный маршрут р. Нарочь – р. Вилия «Тропами Арика Крупа» — с экскурсионно-исторической программой по местам Первой мировой войны, протяжённостью 46 км.
  - Межрегиональный зеленый маршрут «Зяленымi сцежкамi ад Iслачы да Вiлii» — охватывающий территории нескольких районов.
  - «Шляхам графа К.Тышкевiча» — водный маршрут по реке Вилия, который связывает Беларусь и Литву.
- Пешие маршруты:
  - Краеведческий маршрут «Вязынщина».
  - Краеведческий маршрут «Старинки-Стешицы».
  - Краеведческий маршрут «Семь чудес Чурлёнщины».
  - Туристический маршрут «Тутэйшы шпацыр. Вілейка».
  - Туристический маршрут «Па заходняй Вілейшчыне».
  - Экскурсионный маршрут «Тропами войны» в «Забродье» — протяженностью 3 км, знакомит с объектами мемориального комплекса "Линия фронта Первой мировой войны".
  - Экскурсионный маршрут «Тропа памяти» — посвящён событиям Первой мировой войны, протяженностью 10 км.
- Конные маршруты: организуются центром верховой езды «Двор Старинки», включая однодневные и многодневные походы по окрестностям Вилейщины.
- Автомобильные маршруты:
  - Маршрут «Крокi» — автопробег Вилейка – Забродье по местам Первой мировой войны[51].

## События и мероприятия
- В 2004 и 2012 годы Вилейка была местом проведения фестиваля «Адна зямля»
- В 2015 году прошёл рыцарский фестиваль «Гонару Продкаў 2015» («Чести Предков 2015»)
- 13 ноября 2015 года состоялся областной фестиваль «Дажынкi-2015»[52]
- 6-15 сентября 2023 года — Марафон «17 граней единства», приуроченный ко Дню народного единства[53]
- Ежегодный фестиваль «Уха-фест»[54][55]

Проводятся весенние и региональные ярмарки.

## Достопримечательности
- Костёл Воздвижения Святого Креста[57] —  Историко-культурная ценность Республики Беларусь, шифр 612Г000105
- Церковь Преподобной Марии Египетской
- Вилейское водохранилище (самый большой искусственный водоём в стране)
- 43-й узел связи ВМФ России «Вилейка» — огромные антенны посреди леса[58]

### Памятники, мемориалы
- Памятник В. И. Ленину, на Центральной площади
- Памятник землякам, погибшим во время Великой Отечественной войны, площадь Свободы
- Надвратная часовня при входе на городское кладбище — памятник офицерам и солдатам Русской Императорской армии, погибшим во время освобождения Вилейки в сентябре 1915 г.
- Памятник Ази Асланову, Дважды Герою Советского Союза, ул. Советская
- Памятный знак, посвящённый пятидесятилетнему юбилею Узла связи ВМФ "Антей". На территории в/ч 49390.
- Мемориал «Памяцi былых вёсак» (единственный в Европе), автодорога Р29 «Вилейка-Ушачи», между деревнями Снежково и Куренец, Вилейский район

## Галерея

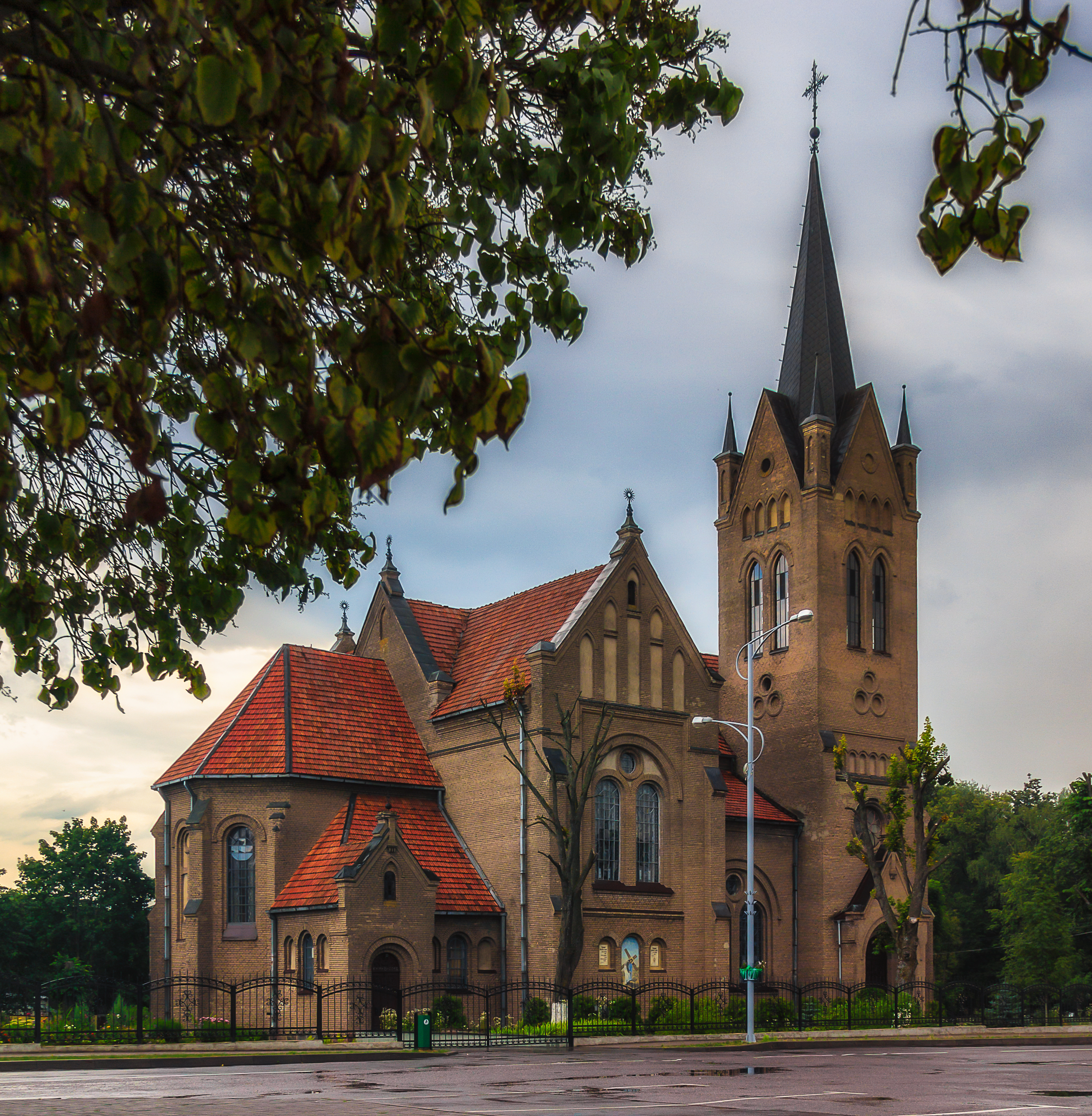
Костёл Воздвижения Святого Креста
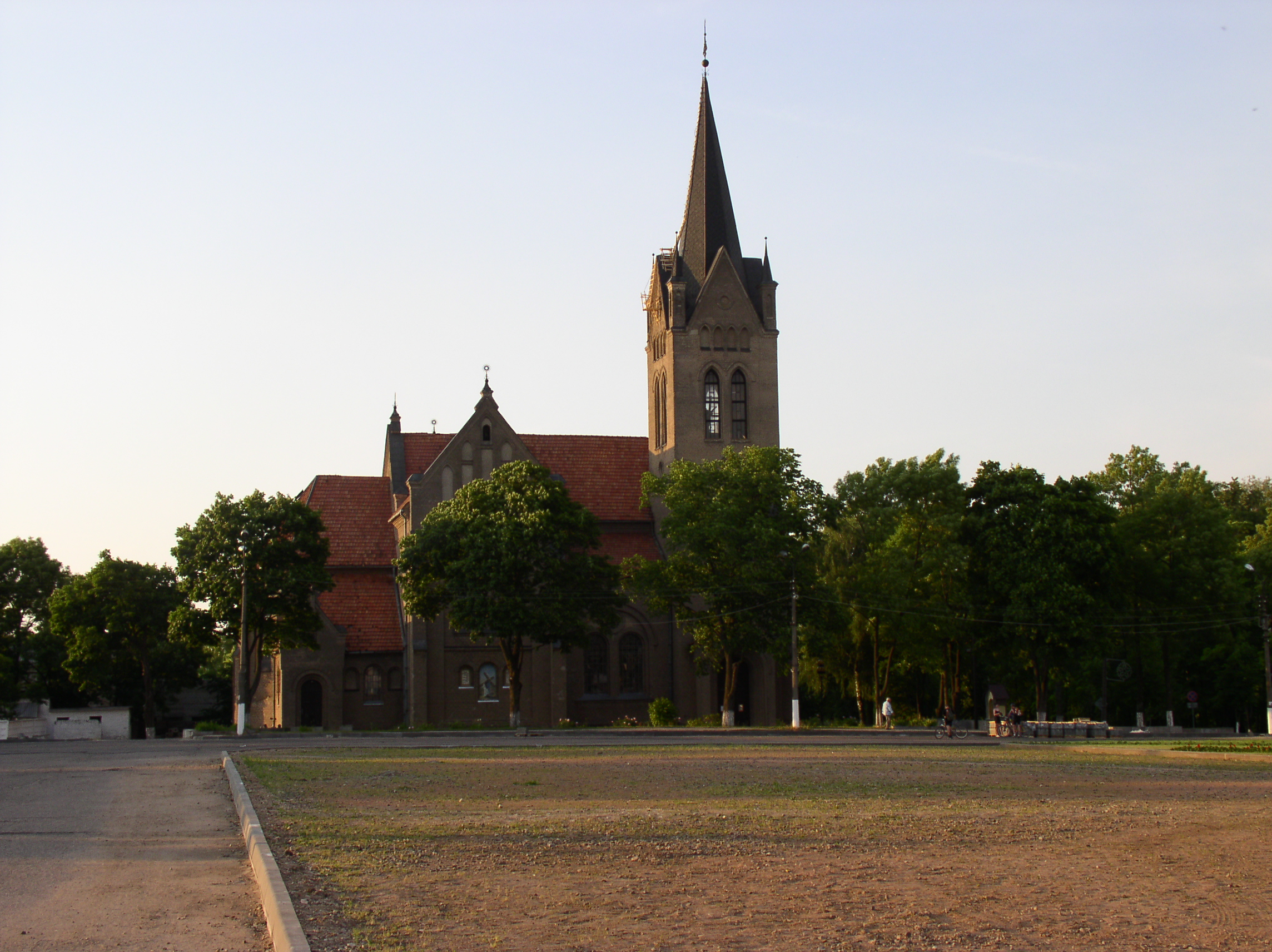
Костёл Воздвижения Святого Креста
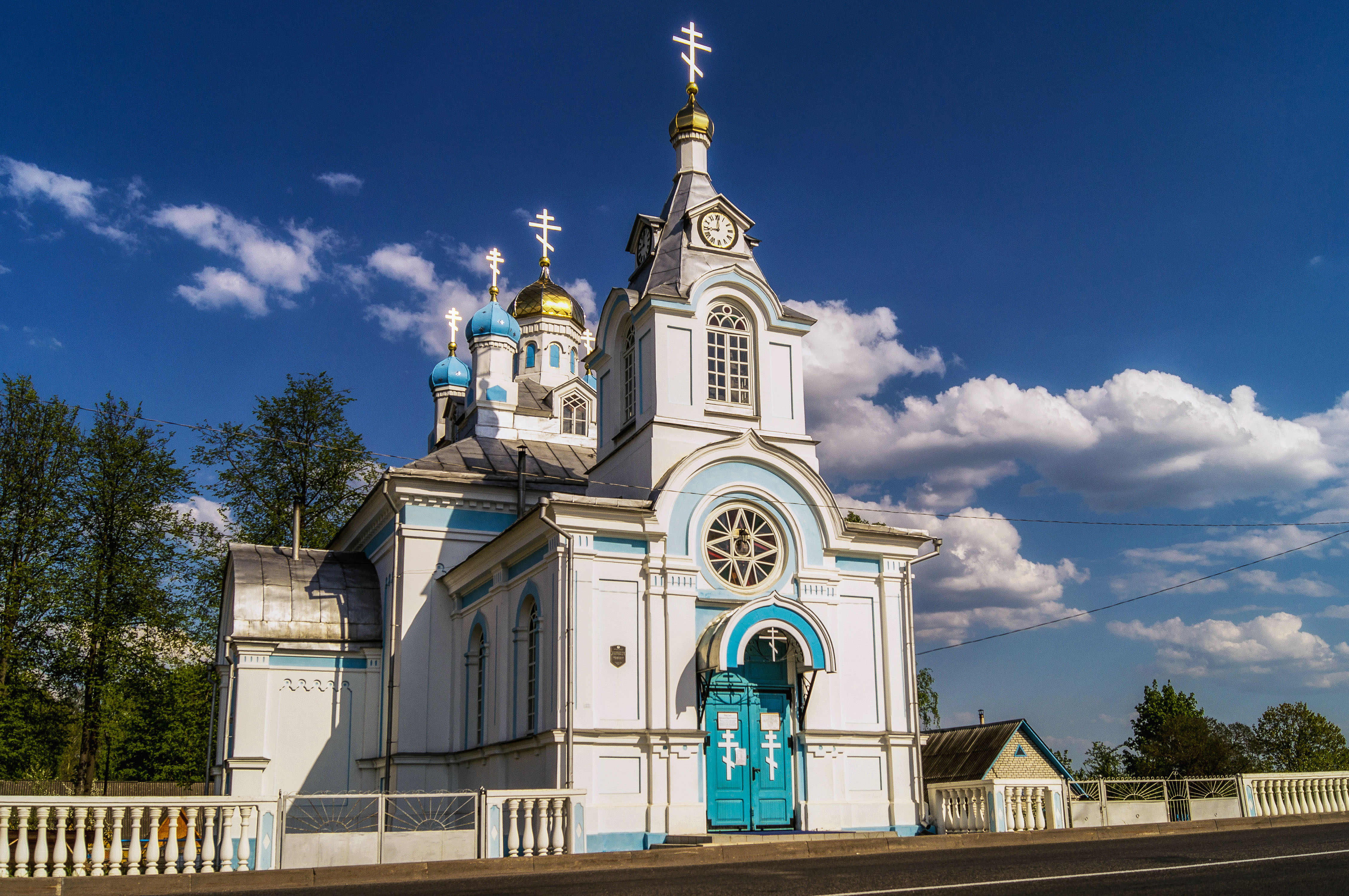
Церковь Преподобной Марии Египетской
Памятник Дважды Герою Советского Союза Ази Асланову

## В кинематографии
- Проходили съёмки фантастического сериала «Радар» (2024)[59]. По повести А. Мирера «Главный полдень». Режиссёр-постановщик Константин Смирнов.

## СМИ
- Районная газета «Шлях перамогі»
- Информационно-новостной портал Kraj.by

## Международное сотрудничество
Вилейка имеет побратимские связи со следующими административными единицами:
- Можайск, Россия (с января 1998 года)
- гмина Уязд, Польша (с 14 марта 2002 года)
- гмина Ближын, Польша (с 3 июля 2008 года)

## Известные уроженцы, жители
- Есьман, Иосиф Гаврилович (1868) — советский учёный в области гидравлики и гидротехники.
- Рейснер, Михаил Андреевич (1868) — русский и советский учёный-юрист, публицист, социопсихолог и историк.
- Власов, Александр Никитович (1874) — белорусский общественно-политический деятель, публицист, издатель и политик, сенатор межвоенной Польши.
- Гельперин, Иосиф Ильич (1906) — советский инженер, химик-технолог и преподаватель.
- Сапея, Владислав Владиславович (1943) — советский легкоатлет, мастер спорта СССР международного класса, серебряный призёр чемпионата Европы, участник Олимпийских игр 1968 года. Заслуженный тренер РСФСР.
- Романовский, Иосиф Витольдович (1941) — биоорганик, педагог, кандидат медицинских наук, профессор. Заслуженный работник здравоохранения Республики Беларусь (1994).
- Машерова, Наталья Петровна (1945) — белорусский политик, доктор философских наук.
- Котов, Владимир Михайлович (1955) — доктор физико-математических наук, профессор.
- Литвинович, Иван Владимирович (2001) — белорусский батутист, первый в истории двукратный олимпийский чемпион (2020 и 2024) в прыжках на батуте